# NXT Battleground (2024)
NXT Battleground (2024) (promowany jako NXT Battleground: Las Vegas) – siódma gala wrestlingu w chronologii cyklu Battleground, wyprodukowana przez federację WWE oraz druga gala Battleground dla zawodników z brandu NXT. We współpracy z Ultimate Fighting Championship (UFC), siostrzaną spółką WWE należącą do TKO Group Holdings, odbyła się 9 czerwca 2024 w UFC Apex w Enterprise w stanie Nevada. Gospodarzem gali była raperka Sexyy Red.
Na gali odbyło się sześć walk. W walce wieczoru, Trick Williams pokonał Ethana Page’a broniąc NXT Championship. W innych ważnych walkach, Roxanne Perez pokonała Jordynne Grace z Total Nonstop Action Wrestling broniąc NXT Women’s Championship, Oba Femi pokonał Wesa Lee i Joego Coffey’ego w triple threat matchu broniąc NXT North American Championship oraz w pierwszej walce w karcie, Kelani Jordan pokonała Sol Rucę, Lash Legend, Fallon Henley, Jaidę Parker i Michin w Ladder matchu zostając inauguracyjną NXT Women’s North American Championką.

## Produkcja

### Tło
Battleground było wcześniej coroczną galą wrestlingu pay-per-view (PPV), założoną przez WWE w 2013 roku. Inauguracyjna gala w 2013 roku odbyło się w październiku, ale następnie zostało przeniesione na lipiec od 2014 do 2017 roku. Cykl Battleground został następnie przerwany po gali w 2017 roku, ponieważ WWE zaprzestało produkcji ekskluzywnych dla brandów PPV dla głównych brandów rosterowych, Raw i SmackDown, co spowodowało mniejszą liczbę gal PPV organizowanych rocznie. Jednak w maju 2023 roku firma wznowiła galę dla swojej rozwojowego brandu NXT, które było emitowane za pośrednictwem platform transmisji na żywo WWE, Peacock w Stanach Zjednoczonych oraz WWE Network na większości rynków międzynarodowych.
26 stycznia 2024 roku WWE ogłosiło drugie NXT Battleground i w sumie siódme Battleground, ustanawiając w ten sposób coroczną galę transmitowaną na żywo dla NXT. Wydarzenie pierwotnie zaplanowano na weekend z okazji Memorial Day 26 maja w Enmarket Arena w Savannah w stanie Georgia. Jednak 22 kwietnia 2024 roku firma ogłosiła, że we współpracy z Ultimate Fighting Championship (UFC), siostrzaną spółką WWE należącą do TKO Group Holdings, gala odbędzie się zamiast tego w UFC Apex w społeczności Las Vegas w Enterprise w stanie Nevada 9 czerwca, gala będzie promowana również jako NXT Battleground: Las Vegas. Bilety trafiły do sprzedaży 24 maja.

### Rywalizacje
NXT Battleground oferowało walki profesjonalnego wrestlingu z udziałem wrestlerów należących do brandu NXT. Wyreżyserowane rywalizacje (storyline’y) były kreowane podczas cotygodniowych gal NXT i uzupełniający program transmisji strumieniowej online Level Up. Wrestlerzy są przedstawieni jako heele (negatywni, źli zawodnicy i najczęściej wrogowie publiki) i face’owie (pozytywni, dobrzy i najczęściej ulubieńcy publiki), którzy rywalizują pomiędzy sobą w seriach walk mających budować napięcie. Kulminacją rywalizacji jest walka wrestlerska lub ich seria.

#### Pojedynek o NXT Women’s North American Championship
6 kwietnia na Stand & Deliver, Generalna Menadżerka NXT Ava ogłosiła nowy tytuł mistrzowski w NXT, zwany NXT Women’s North American Championship. Tytuł będzie odpowiednikiem tytułu męskiego, co oznacza, że będzie to pierwsze drugorzędne mistrzostwo kobiet w WWE. W drugim tygodniu NXT: Spring Breakin’ Ava ogłosiła, że inauguracyjna mistrzyni zostanie ukoronowana na Battleground w sześcioosobowym ladder matchu, przy czym uczestniczki zostaną wyłonione w wyniku walk kwalifikacyjnych, a uczestnicy tych kwalifikacji będą pochodzić z wyników Kombinatu Kobiet NXT. Kombinat ocenił szybkość, moc, siłę i kondycję zawodniczek, a 12 najlepszych przeszło do kwalifikacji. W pierwszej 12-tce z kombinatu znalazły się Sol Ruca, Thea Hail ze stajni Chase University, Jaida Parker ze stajni OTM, Brinley Reece, Michin ze stajni The O.C. ze SmackDown, Fallon Henley, Lash Legend ze stajni The Meta-Four, Ivy Nile ze stajni Diamond Mine z Raw, Izzi Dame, Kelani Jordan, Tatum Paxley i Wren Sinclair.. W następnym tygodniu, odbyły się pierwsze dwie walki kwalifikacyjne, gdzie Ruca i Legend pokonały odpowiednio Dame i Nile. Na odcinku z 21 maja, Henley i Parker zakwalifikowały się, pokonując odpowiednio Hail i Reece. Dwie ostatnie walki kwalifikacyjne odbyły się na odcinku z 28 maja, w którym Michin i Jordan zakwalifikowały się, pokonując odpowiednio Paxley i Sinclair.

#### Pojedynek o NXT North American Championship
6 kwietnia na Stand & Deliver, Oba Femi obronił NXT North American Championship w triple threat matchu, w którym brali udział Josh Briggs i Dijak. Na następnym odcinku NXT, kiedy Femi świętował udaną obronę tytułu, przerwał mu Ivar z Raw, który chciał walki o tytuł. Oba zgodził się, a walka odbyła się na drugiej nocy NXT: Spring Breakin’, gdzie Femi zachował tytuł. Po walce Wes Lee, który od grudnia 2023 roku pauzował z powodu kontuzji pleców, powrócił i spojrzał na Femiego. 14 maja Lee, Ivar i Briggs kłócili się o to, kto powinien dostać walkę o tytuł. Femi zdecydował się pozwolić tej trójce walczyć między sobą, a na następny tydzień zaplanowano triple threat match pomiędzy Lee, Ivarem i Briggsem, w którym zwycięzca zmierzy się z Femim o tytuł na NXT Battleground. Później tej samej nocy, Gallus (Joe Coffey, Mark Coffey i Wolfgang) powrócili, atakując trzech konkurentów. Ivar doznał kontuzji i pauzował na czas nieokreślony. Później Generalna Menadżerka NXT Ava ogłosiła, że Joe zastąpi Ivara w triple threat matchu. W następnym tygodniu zarówno Lee, jak i Joe przypieli Briggsa i obaj mężczyźni zostali uznani za zwycięzców. Później tej nocy, Generalna Menadżerka NXT Ava ustaliła triple threat match o tytuł pomiędzy Femim, Lee i Coffeyem.

#### Shayna Baszler vs. Lola Vice
Na pierwszym tygodniu NXT: Spring Breakin’, Shayna Baszler z Raw powróciła do NXT, aby towarzyszyć Loli Vice w jej NXT Underground matchu przeciwko Natalyi także z Raw, której towarzyszyła Karmen Petrovic. Na drugim tygodniu Spring Breakin’, Vice wygrała walkę. Następnie rywalizacja pomiędzy tymi dwoma zespołami trwała nadal, a 14 maja na odcinku NXT, Natalya i Petrovic wyzwały Baszler i Vice na tag team match na przyszłotygodniowym odcinku, który został oficjalnie ogłoszony. Tam Natalya i Petrovic wygrały walkę. Następnie, Vice odwróciła się od Baszler i rozpoczęła się pomiędzy nimi bójka. Generalna Menadżerka NXT Ava ustaliła walkę pomiędzy tą dwójką na NXT Battleground, gdzie Baszler zaproponowała NXT Underground match, który został ogłoszony oficjalnie.

#### Pojedynek o NXT Women’s Championship
21 maja na odcinku NXT, Generalna Menadżerka NXT Ava podczas rozmowy telefonicznej powiedziała, że rozmawia z Generalnym Menadżerem Raw Adamem Pearcem i Generalnym Menadżerem SmackDown Nickiem Aldisem i ogłosiła, że NXT Women’s Championka Roxanne Perez będzie bronić swojego tytułu na NXT Battleground przeciwko komuś z głównego rosteru, a jej przeciwniczka zostanie ogłoszona na odcinku w następnym tygodniu. Jednak w następnym tygodniu, Ava ujawniła, że panująca TNA Knockouts World Championka Jordynne Grace z Total Nonstop Action Wrestling (TNA) odpowiedziała na wyzwanie Perez na Battleground.

#### Pojedynek o NXT Tag Team Championship
20 lutego na odcinku NXT, The O.C. (Luke Gallows i Karl Anderson) ze brandu SmackDown niespodziewanie powrócili do NXT i zaatakowali Axioma i Nathana Frazera. Obie drużyny później wzięły udział w turnieju o miano pretendentów do NXT Tag Team Championship na Stand & Deliver, który wygrali Axiom i Frazer. 21 maja na odcinku NXT, Gallows i Anderson zaatakowali Axioma i Frazera po ich udanej obronie tytułu. Tydzień później na Battleground zaplanowano walkę o tytuł pomiędzy obiema drużynami.

#### Pojedynek o NXT Championship
14 maja na odcinku NXT, Noam Dar został znaleziony za kulisami zaatakowany przez nieznanego napastnika. Członkowie ze stajni Dara Meta Four, Oro Mensah i Jakara Jackson, zakładają, że NXT Champion Trick Williams zaatakował Dara, ale inna członkini ze stajni Lash Legend broniła Williamsa. W następnym tygodniu Meta Four przerwało promo Williamsowi, a Mensah i Jackson nadal oskarżali Williamsa o zaatakowanie Dara, ale Legend nadal go broniła, mówiąc, że Williams wie wszystko o tym, jak został wrzucony za kulisy z powodu jego niedawnego feudu z Carmelo Hayesem i że by tego nie zrobił to samo z Darem. W odcinku z 28 maja Mensah został zaatakowany przez tego samego nieznanego napastnika. Później tej nocy ujawniono, że nieznanym napastnikiem był debiutujący Ethan Page, który zaatakował Williamsa i pozował z NXT Championship. W następnym tygodniu, Page (kayfabe) podpisał kontrakt z NXT, który zapewnił mu walkę z Williamsem o mistrzostwo NXT na Battleground.

## Wyniki walk
| Nr                                 | Wyniki                                                                                          | Stypulacje                                             | Czas  |
| ---------------------------------- | ----------------------------------------------------------------------------------------------- | ------------------------------------------------------ | ----- |
| 1                                  | Kelani Jordan pokonała Sol Rucę, Lash Legend, Fallon Henley, Jaidę Parker i Michin              | Ladder match o NXT Women’s North American Championship | 12:24 |
| 2                                  | Nathan Frazer i Axiom (c) pokonali The O.C. (Luke’a Gallowsa i Karla Andersona) poprzez pinfall | Tag team match o NXT Tag Team Championship             | 11:38 |
| 3                                  | Lola Vice pokonała Shaynę Baszler przez referee stoppage                                        | NXT Underground match                                  | 10:17 |
| 4                                  | Oba Femi (c) pokonał Wesa Lee i Joe Coffey’ego poprzez pinfall                                  | Triple threat match o NXT North American Championship  | 12:03 |
| 5                                  | Roxanne Perez (c) pokonała Jordynne Grace poprzez pinfall                                       | Singles match o NXT Women’s Championship               | 13:57 |
| 6                                  | Trick Williams (c) pokonał Ethana Page’a poprzez pinfall                                        | Singles match o NXT Championship                       | 12:11 |
| (c) – mistrz/mistrzyni przed walką |                                                                                                 |                                                        |       |